# Idol 2025
Idol 2025 kommer att bli den 21:a säsongen av TV-programmet Idol i Sverige som har premiär den 23 augusti 2025 och final någon gång i slutet av samma år. För andra året i rad utgörs programmets jury av kvartetten Anders Bagge, Ash Pournouri, Katia Mosally och Peg Parnevik medan Pär Lernström är för fjortonde säsongen programledare. Denna gång kommer Behrouz Badreh att agera sidekick till programledaren.
I november 2024 öppnade TV4 upp möjligheten att söka till programmet. Därefter hölls auditions där ett idag okänt antal personer fick uppträda inför programmets jury där några av dem gick vidare till momentet slutaudition där juryn bestämde vilka som ska få tävla i säsongen. Vilka dessa deltagare blir avslöjas under TV-sändningarna.

## Auditionuttagningarna
För sjätte säsongen i följd tillämpade produktionen ett så kallat digitalt kösystem för de personer som ville söka till programmet. Det innebar att varje person spelade in en hemmainspelad audition som skickades till programmets redaktion som i sin tur avgjorde vilka deltagare som skulle få träffa TV-juryn vid inspelningarna. TV4 öppnade dock möjligheten att söka spontant via ett moment kallat Sista chansen.
Samtliga auditions (både första audition och slutaudition) spelades in i Filadelfiakyrkans lokaler i Stockholm istället för att programmet åkte ut på en mindre Sverigeturné. Det var för övrigt andra året i rad som det systemet tillämpades. En nyhet för inspelningarna av slutaudition var att TV4 bjöd in publik till studion under inspelningarna som genomfördes i slutet av maj månad.
Enligt programmets regler måste en deltagare vara minst 16 år gammal (senast uppfyllt den 1 september samma år) och vara folkbokförd i Sverige. Deltagaren får heller inte ha ett pågående skivkontrakt, däremot finns inga regler om vederbörande har haft tidigare skivkontrakt.